# شرطة الحماية البلدية

Polizeiadler

شرطة الحماية البلدية Gemeindepolizei ( GemPo ) هو الاسم الألماني لوكالة تنفيذ القانون في البلدية. يتناول هذا المقال قوات الشرطة البلدية في ألمانيا النازية. كان على البلديات التي يزيد عدد سكانها عن 2000 نسمة ولا يوجد بها شرطة الولاية، أن يكون لديها قسم شرطة بلدي. وكان رؤساء البلديات مفوضي الشرطة. وتحت إدارتها ، قادت أقسام الشرطة البلدية رؤساء الشرطة المحترفين. كما اضطرت المدن التي تضم أكثر من 10 آلاف مقيم وبها قسم شرطة بلدي إلى إنشاء قسم تحقيق جنائي للبلدية.

## التنظيم
كان على البلديات التي يزيد عدد سكانها عن 2000 نسمة، وليس لديها شرطة حماية الدولة، أن يكون لديها قسم شرطة بلدية. في البلديات التي يقل عدد سكانها عن 2000 نسمة، كانت قوات الدرك مسؤولة عن حماية الشرطة. خلال الحرب، كان من المخطط توسيع نطاق مسؤولية الدرك لتشمل جميع المدن التي يقل عدد سكانها عن 5000 نسمة، لكنها لم تحدث إلا بدرجة محدودة للغاية. في عام 1942، كانت إدارات الشرطة البلدية موجودة في 1338 بلدية تضم أكثر من 5000 مقيم. من بين هؤلاء، ضمت خمسة منهم أكثر من 100000 نسمة؛ 22 كان عددهم يتراوح بين 50 و 10000، و591 كان عددهم يتراوح بين 10 و50.000 و720 كان عددهم يتراوح بين 5 و10 آلاف شخص.

## إدارات الشرطة البلدية

علم السيارة لشرطة البلدية.

| حجم البلدية                   | مفوض الشرطة       | رئيس الشرطة                                             |
| ----------------------------- | ----------------- | ------------------------------------------------------- |
| 27 مدينة بأكثر من 50،000 نسمة | Oberbürgermeister | Stadtpolizeidirektor                                    |
| 88 مدينة من 30-50،000 نسمة    | Oberbürgermeister | Polizeioberinspektor                                    |
| 106 مدينة من 20-30،000 نسمة   | Oberbürgermeister | Polizeioberkommissar Polizeikommissar                   |
| 1117 من 5-20،000 نسمة         | Bürgermeister     | وكان أقرب رئيس لشرطة حماية الدولة هو قائد شرطة البلدية. |
| أقل من 5000 نسمة              | Bürgermeister     | وكان أقرب رئيس لقوات الدرك هو قائد شرطة البلدية.        |

المصدر:

## شرطة الحماية
كانت شرطة حماية البلديات في المدن الكبرى تسمى كوماندو دير شوتزبوليز، بينما كانت تسمى في البلديات الأصغر شوتزبوليز-ديينستابيلتونج.
| حجم البلدية                   | قائد شرطة الحماية البلدية                | المرتبة باسم                        |
| ----------------------------- | ---------------------------------------- | ----------------------------------- |
| 27 مدينة بأكثر من 50،000 نسمة | Kommandeuer der Schutzpolizei            | Oberstleutnant رائد                 |
| 88 مدينة من 30-50،000 نسمة    | Führer der Schutzpolizei-Dienstabteilung | هاوبتمان                            |
| 106 مدينة من 20-30،000 نسمة   | Führer der Schutzpolizei-Dienstabteilung | Inspektor / Revieroberleutnant      |
| 1117 بلدة من 5-20،000 نسمة    | Führer der Schutzpolizei-Dienstabteilung | Obermeister / Revierleutnant مايستر |

المصدر:

## Kriminalpolizei
كما اضطرت المدن التي تضم أكثر من 10 آلاف مقيم وبها قسم شرطة بلدية إلى إنشاء قسم تحقيق جنائي محلي - Gemeindekriminalpolizeiabteilung . وقد أشرف عليها أقرب قسم للتحقيق الجنائي في الولاية (Kripo-Stelle). اعتبارًا من عام 1943، تم نقل جميع أقسام التحقيق الجنائي البلدية التي تضم أكثر من 10 من رجال مباحث (أي في المدن التي يزيد عدد سكانها عن 50.000) إلى ولاية Kriminalpolizei.

### الرتب في Kripo البلدية
| رتبة في Kripo البلدية   | ما يعادل رتبة في ولاية Kripo | رتبة النسبية كما               |
| ----------------------- | ---------------------------- | ------------------------------ |
| Kriminalassistent       | Kriminalassistent            | Revieroberwachtmeister         |
| Kriminaloberassistent   | Kriminaloberassistent        | Hauptwachtmeister              |
| Kriminalsekretär        | Kriminalsekretär             | مايستر                         |
| Kriminalbezirkssekretär | Kriminalobersekretär         | Obermeister / Revierleutnant   |
| Kriminalinspektor       | Kriminalinspektor            | Inspektor / Revieroberleutnant |
| Kriminaloberinspektor   | Kriminalkommissar            | Revierhauptmann                |